# 劉修巳
劉修巳（1515年—1551年），字以敬，號櫟亭，河南汝寧府新蔡縣人，民籍，明朝政治人物。

## 生平
嘉靖十六年（1537年）丁酉科河南鄉試第二十六名舉人。嘉靖二十六年（1547年）中式丁未科會試第九十八名，登第三甲第九十四名進士。授吉安府推官。年三十七卒。

## 家族
曾祖劉宗；祖父劉昺；父劉价，母張氏。慈侍下。弟正己、行己。